# Hinrich Castorp

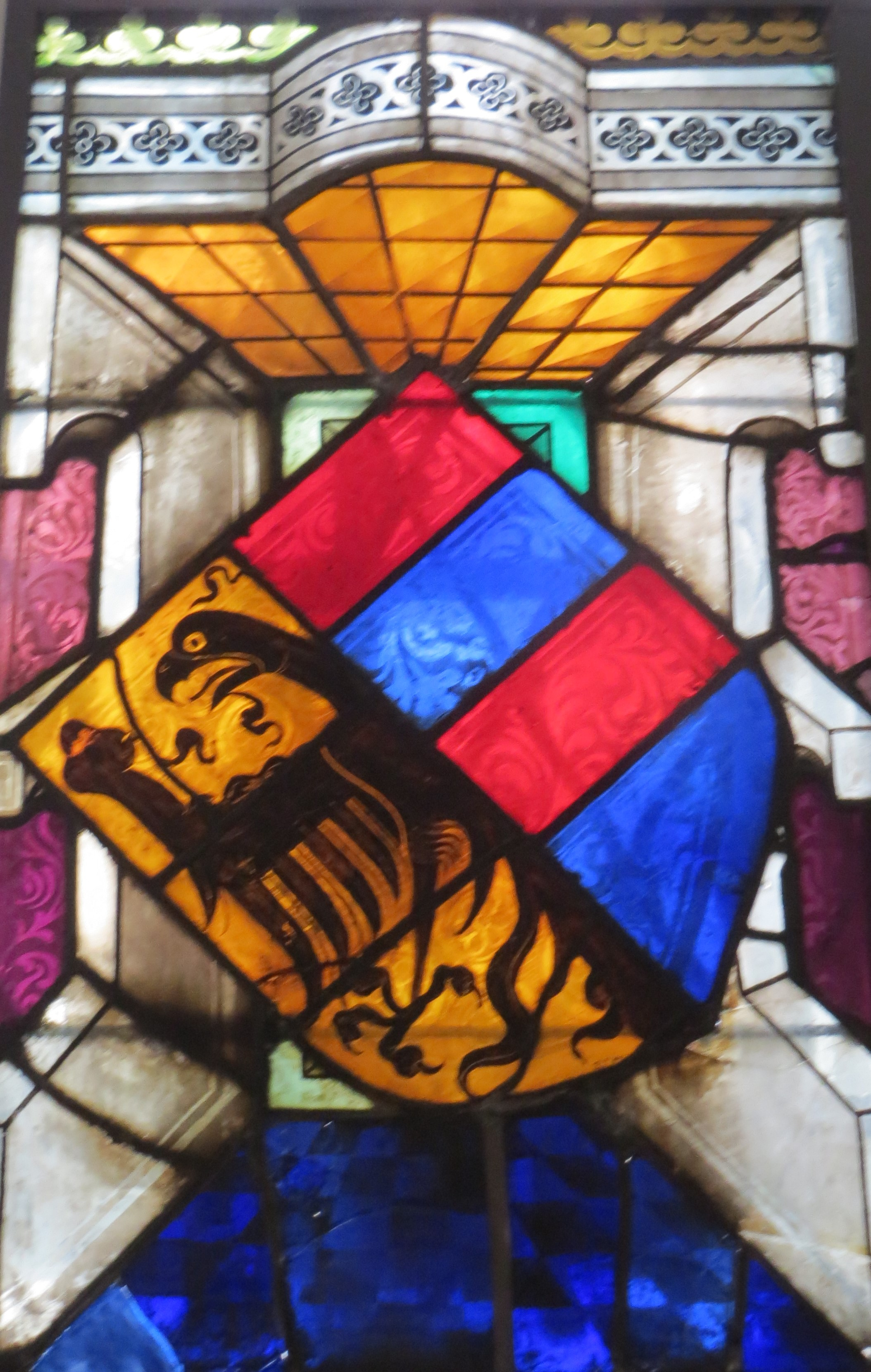
Wappenscheibe Hinrich Castorps aus St. Katharinen, heute im St.-Annen-Museum

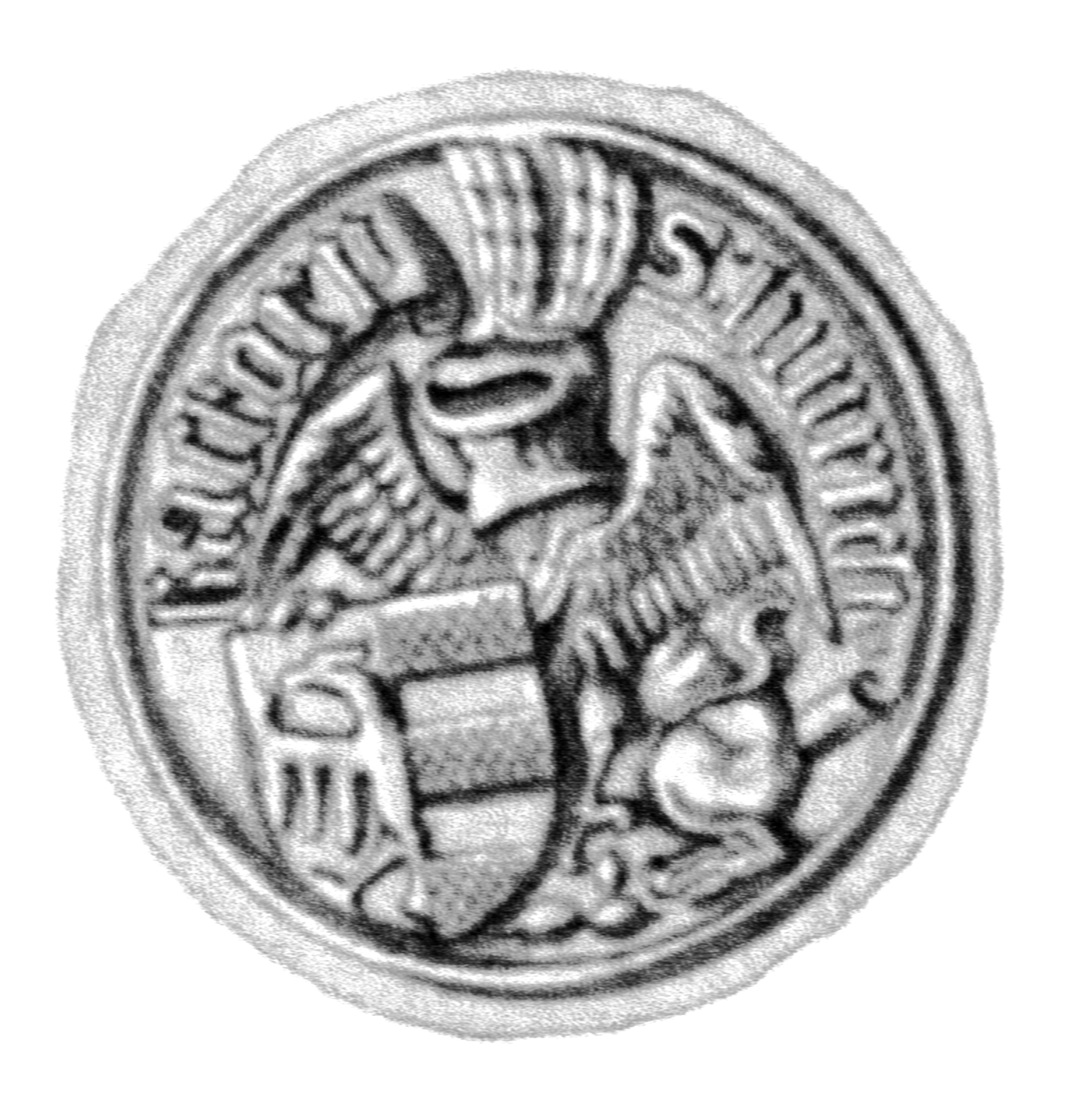
Siegel des Hinrich Castorp um 1474–80

Hinrich Castorp (* 1419 in Dortmund; † 14. April 1488 in Lübeck) war ein deutscher Kaufmann und Bürgermeister der Hansestadt Lübeck.

## Leben
Castorp verkörpert für seine Zeit den Typus des erfolgreichen, zugereisten Kaufmanns, der durch Einheirat in die alten Patrizierfamilien auch gesellschaftlich und politisch an die Spitze der Stadt gelangte. Nach einem längeren Aufenthalt im Brügger Kontor der Hanse, dessen Ältermann er 1447 wurde, kam er 1450 nach Lübeck, wurde dort Mitglied der einflussreichen Zirkelkompagnie. 1452 wurde er bereits in den Rat der Stadt gewählt und 1462 Bürgermeister der Stadt. Er vertrat die Stadt auf wichtigen Hansetagen und war der führende Außenpolitiker der Hanse seiner Zeit, verhandelte unter anderem für diese gemeinsam mit dem Lübecker Syndicus Johannes Osthusen den Frieden von Utrecht (1474), mit dem die Privilegien des Londoner Kontors Stalhof gesichert wurden.
1462 gehörte Castorp gemeinsam mit fünf anderen Kaufleuten zu den Gründern einer reich ausgestatteten Stiftung an der Marienkirche zur Abhaltung von Messen und Stundengebeten zu Ehren der Jungfrau Maria, den Marientiden. Er wurde in der Katharinenkirche beigesetzt, wo die Grabplatte für ihn und seine beiden Ehefrauen Adelheid, geb. Viockinghusen († vor 1472) und Adelheid, geb. Kerkring, im Mittelschiff nahe dem ersten nördlichen Pfeiler in stark abgetretenem Zustand erhalten ist.
Sein Sohn Heinrich Castorp wurde ebenfalls Ratsherr und Lübecker Bürgermeister.